# هانس مگنس گریپرود
هانس مگنس گریپرود (انگلیسی: Hans Magnus Grepperud؛ زادهٔ ۱۰ مهٔ ۱۹۵۸) قایقران روئینگ اهل نروژ است.